# Embarcadero Km 96
Km 96 es una exestación que funcionaba con categoría de embarcadero ferroviario del Ferrocarril de Comodoro Rivadavia que unía a esta localidad con Colonia Sarmiento. Se halla ubicada en el departamento Sarmiento de la provincia de Chubut (Argentina).

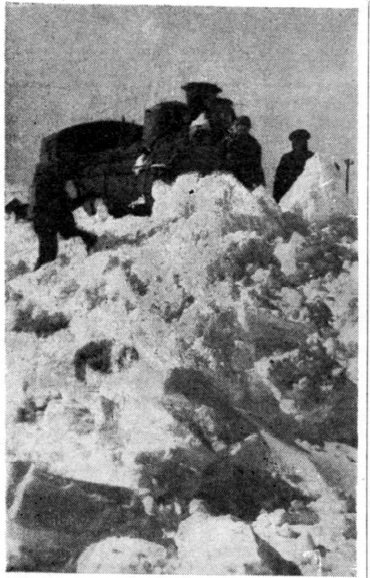
Tren vencido por la nieve en proximidades a esta estación

Km 96 en toda la línea a Sarmiento, junto con estación Comodoro Rivadavia, tiene la característica peculiar de ser el único edificio de material. Además, se destacó por ser el punto operativo más al sur y próximo a Santa Cruz.

## Toponimia
El embarcadero tomó su nombre de la distancia 95.7 kilómetros que lo separaban de Comodoro Rivadavia. Este punto kilométrico fue redondeado a 96 para facilitar su uso en el lenguaje ferroviario. También, en un principio, fue llamado Km 95 en algunos itinerarios e informes de horarios.Posiblemente, el cambio de nombre hacia Km 96 se dio para no generar confusión con el Desvío Km 95 del ferrocarril central del Chubut.

## Generalidades
Se sitúa sobre la extensa y árida meseta patagónica. A principios del siglo XX pasaba por allí la ruta que unía la costa de Comodoro Rivadavia con el interior del territorio. En el lugar residieron varias familias.
Desde 1914 con un relativamente cercano Cañadón lagarto prosperando era común que esta estación recibiera a los viajeros en travesía hacia Comodoro. Especialmente, esto se daba cuando los pobladores intentaban movilizarse a pie en los intensos temporales invernales que duraban meses enteros y aislaban a Cañadón Lagarto y toda la zona. Para salir del pueblo a pie, los lagartenses usaban el tendido del ferrocarril con su terraplén y postes del telégrafo para arribar a otros puntos cercanos como Km 96 - Holdich - Pampa del Castillo todas separadas de 20 kilómetros y que ofrecían hospedajes en las estaciones o los hoteles para los visitantes. Una vez alcanzada esta última localidad  era relativamente más fácil alcanzar Escalante por tener un clima más benigno por estar más al nivel del mar y no quedar por ende aislado en forma definitiva. Ya desde ese punto era seguro alcanzar Comodoro por servicio ferroviario inclusive.
La estación era crucial para el ferrocarril porque funcionaba como central de comunicaciones telefónicas y telegráficas. La central que estaba aquí instalada distribuía estas comunicaciones y además se enlazaba al ferrocarril de Puerto Deseado a Las Heras; debido a que era el punto más próximo a Santa Cruz. La conexión entre ambas líneas de comunicación se realizó por intermedio de la estancia Nueva Oriental de Menéndez (dueño de La Anónima), quien aceptó que el tendido de posteo pasara por su extensa propiedad hasta la localidad santacruceña. La poca distancia entre esta estación y la estancia Nueva Oriental permitió abastecer al personal de la estación y que a su vez la estación fuera usada para transporte de mercancías y del personal del gran estallamiento. Además fue un punto de auxilio para incipiente explotación petrolera que se desarrolló en sus inmediaciones.
Por otro lado, ser el punto más próximo a Santa Cruz, le trajo el beneficio a la estación de ser receptora de las cargas petroleras que el ferrocarril enviaba para la línea Deseado - Las Heras. En una publicación de Ferrocarriles del Estado de 1920 se analizó la situación de las líneas Patagónicas. La línea de Comodoro Rivadavia a Colonia Sarmiento fue encomendada a proveer a través de este punto al vecino ferrocarril para bajar sus costos. Por este motivo, recomendaba la prolongación del ferrocarril desde Km 96 a Las Heras para facilitar los intercambios.
La estación se ubica a 704,64 metros sobre el nivel del mar, siendo de las ubicadas a mayor altura del Ferrocarril de Comodoro Rivadavia, por lo que se hallaban sometidas a muy adversas condiciones climáticas que la deterioran constantemente. Los testimonios de vías obstruidas, en la zona que rodea a Pampa del Castillo, por las intensas nevadas alimentadas por abundantes vientos blancos. La nieve en con su gran acumulación tapaba las vías y el terraplén lo que dejaba fuera de operación a la línea frecuentemente en invierno por dos meses.
El embarcadero forma parte del Ferrocarril de Comodoro Rivadavia que comenzó a funcionar en el año 1910 y que fue cerrado definitivamente en el año 1978.
Las instalaciones estaban conservadas hasta inicios de la década de 2000. Persistían muchos detalles como su cartel nomenclador hasta 1996.
En la actualidad su acceso resulta difícil, ya que se encuentra dentro de una estancia, con los caminos cerrados a personas ajenas los establecimientos ganaderos y al yacimiento petrolero que la rodea. Esto facilitó su conservación y evitó los desmanes excesivos que sufrieron las estaciones hermanas en abandono. Hoy en día sus vías, puertas y ventanas fueron substraídas en el levantamiento ordenado por el exgobernador Mario Das Neves en 2005. Otro factor que ayudó a su preservación es que se halla en inmediaciones de la importante estancia El Escorial que fue una de las más grandes del mundo en materia ovina; los peones transitan los alrededores para evitar que los cuatreros roben hacienda.

## Infraestructura
Km 96 al funcionar como parada del ferrocarril permitía el acceso de los viajeros a los trenes o su descenso en este lugar, aunque no se vendían pasajes ni contaba con una edificación que cumpliera las funciones de estación propiamente dicha. El equipamiento de esta estación es descripto en dos documentos. El primero es el itinerario de 1934; en el se señala que tenía un apartadero de 225 metros de largo.
En 1958 se informa que su habilitación era únicamente para subir y bajar pasajeros. Además, el equipaje que no sea bulto de mano, debería ser cargado o descargado, según el caso, por el interesado directamente en el furgón. Contaba con un desvío de 225 metros de longitud.

## Funcionamiento

### Itinerarios históricos
El análisis de itinerarios de horarios lo largo del tiempo confirman que fue una parada de escasa importancia para los servicios ferroviarios o por lo menos con baja densidad de población a servir. De este análisis surge que los trenes se detenían solo si había pasajeros dispuestos o cargas. Los informes de horario entre 1928, 1930 y 1936 la colocan como parada opcional y no obligatoria de los servicios ferroviarios.
El primer informe de horario publicado en 1920 con datos vigentes desde enero de 1918 expuso que trenes mixtos partían los lunes y jueves desde Comodoro a las 8:00 horas, pasando por Km 96 a las 13:00 y arribando 16:30 a Sarmiento. Mientras que el regreso era los martes y viernes desde Sarmiento a las 8:00 horas, visitando Km 96 12:35, con arribo a Comodoro a las 15:50. Particularmente, Km 96 era una parada condicional para los servicios ferroviarios de cargas deteniéndose las formaciones solo si habían que descargar o cargar en este punto. Por otra parte, para arribar a Cañadón Lagarto se precisaban 25 minutos y para llegar a Holdich 20 minutos. De esta forma, Km 96 tenía las distancias más cortas y rápidas entre estaciones, sin considerar apeaderos. Por otro lado, Km 96 no figuró en la descripción tarifaria del ferrocarril, siendo Holdich o Cañadón Lagarto los puntos a considerar para el cobro. Como dato llamativo, la estación fue llamada Desvío Km 95.
En 1928 el ferrocarril realizaba 2 viajes los lunes y jueves. El itinerario no arrojó en Km 96 un tiempo no especificado de arribo al ser esta estación parada opcional de forma definitiva. 
En 1930 la situación no varió respecto al itinerario de 1928.
El itinerario de 1934 brindó información de la sección del servicio suburbano que era ejecutado por trenes mixtos los días lunes y jueves junto con el viaje a Sarmiento. El viaje a vapor partía a las 9 de Comodoro para arribar a Sarmiento 16:50. En tanto, la vuelta se producía los días miércoles y sábados desde las 9 con arribo a estación Comodoro a las 16:35. El itinerario volvió a mostrar a Km 96 como opcional, pero expuso los horarios del tren que arribaba a las 13:22. Mientras que la distancia con Cañadón Lagarto se hacía en 25 minutos y para arribar a Holdich se requerían 22 minutos. A partir de este itinerario la estación fue llamada Desvío Km 96.
Para el itinerario de 1936 arrojó el único cambio significativo: la reducción de días de servicio, pasando a solo los lunes para regresar desde Sarmiento el miércoles.  
Desde 1938 el itinerario mostró por primera vez una extensa red servicio suburbano que recorría la zona norte de Comodoro. Gracias a las últimas mejoras que recibió el ferrocarril, con la incorporación de ferrobuses, se logró que el servicio de pasajero y cargas ligeras reciba la mejora en el tiempo del trayecto que pasó de casi 8 hs a alrededor de 4 hs. Gracias a las últimas mejoras que recibió el ferrocarril, con la incorporación de ferrobuses, se pudo alcanzar este punto en 2:08 minutos. Sin embargo, la estación siguió siendo parada optativa de los servicios ferroviarios. En cuanto a las distancias con los puntos vecinos se cubrían en 10 minutos a Holdich y en 14 minutos con Cañadón Lagarto. Los días de servicios fueron ampliados y ejecutados los lunes, miércoles y viernes partiendo desde Sarmiento a las 7:45 para arribar a Comodoro a las 11:11, para luego volver a salir desde Comodoro a las 16:30 y arribar a Sarmiento a las 20:35. Por último, en cuanto a las tarifas las mismas estaban divididas en secciones. La primera sección correspondía hasta Talleres, la segunda se cobraba hasta Escalante, la tercera hasta Pampa del Castillo y la cuarta hasta estación Holdich. El precio hasta Holdich, el punto más próximo, era de $6.95 en primera clase y de $3.95 en segunda.
El itinerario de Ferrocarriles del Estado del 15 de diciembre de 1940. Todos los viajes de todas las líneas pasaron a operarse con ferrobuses. El viaje principal partía los domingos desde Comodoro a las 7:08, pasando por este punto a las 9:11 y arribando a Sarmiento a las 10:45; mientras que había otro viaje que partía todos los días menos domingos desde las 16:30, paso por este punto a las 18:38 y llegada a Sarmiento a las 20:25. En tanto, el viaje desde Sarmiento se producía los domingos desde las 17:45 con arribo a Comodoro a las 20:58; mientras que el viaje que corría todos los días menos domingos lo hacía desde las 7:45 con llegada a las 11:11 a Comodoro. En todos los pasos del servicio de pasajero Km 96 no dejó de ser parada optativa. Por último, el documento se refirió a este elemento como Desvío Kilómetro 96 y sin edificación erigida.
El itinerario de trenes de 1946 hizo alusión detallada a los servicios del ferrocarril. Las condiciones siguieron iguales en el viaje de larga distancia para pasajeros como en el itinerario anterior. La novedad de este informe fue la descripción del servicio de cargas a Sarmiento que se ejecutaba en forma condicional los lunes, miércoles y viernes. Este viaje se hacía con un formación a vapor y partía desde Talleres a las 9:40 para llegar a destino a las 17:40. El tren arribaba, con parada obligatoria, a Km 96 a las 14:00 para volver a salir a las 14:05. Para comunicar la distancia que existía con Holdich al tren le tomaba 25 minutos, mientras que para unirse con Cañadón lagarto se requerían 25 minutos. En este documento este punto fue llamado: Km 96 (Des.Púb.).
El mismo itinerario de 1946 fue presentado por otra editorial y en el se hace mención menos detallada de los servicios de pasajeros de este ferrocarril. En el documento se aclaró que la mayoría de los ferrobuses pararían en puntos adicionales que los pasajeros solicitaran para ascender o descender. Las tarifas se cobraban desde o hasta la estación más próxima anterior o posterior. Las mismas mantuvieron los valores y secciones de 1938. En este itinerario este punto fue llamado: Kilómetro 96 a secas, diferenciándose del itinerario homónimo.
El 10 de diciembre de 1948 fue presentado un itinerario que no representó grandes variaciones respecto del presentado en 1946. Sin embargo, la gran diferencia con el anterior documento estuvo en el viaje de cargas que recorría la línea completa desde Comodoro a Sarmiento; y no partía desde Talleres como en el itinerario anterior. De este modo, el viaje de cargas partía sin un día estipulado, en forma condicional desde Comodoro a las 9:30, paso por este punto a las 14:00 y arribo a Sarmiento a las 18:05. En tanto, la vuelta desde Sarmiento se producía desde las 10:20 con arribo a estación Comodoro a las 20:25. Por otro lado, el viaje de pasajeros operado por los ferrobuses a Sarmiento desde las 7hs siguió mostró la sería retracción desde Estación Pampa del Castillo hasta Sarmiento todos los puntos se mostraron como paradas optativas. Sin embargo, en el otro viaje que partía desde las 9 hs la cantidad de elementos optativos era sensiblemente menor. Por último, el itinerario se refirió a este punto como  Kilóm. 96 (Des. Púb.).
Por otro lado, una sección del informe de horarios de noviembre de 1955 describió el servicio suburbano centrada en Comodoro. En dicha sección se detalló este servicio que poseía puntas de rieles en COMFEPET, Km 27 y Km 20. Pasando a ser Diadema punta de riel del servicio suburbano que iba hasta Escalante, estación que dejó de ser visitada frecuentemente en favor de Diadema. De este modo, por el truncamiento de la línea a Escalante este punto ya no fue mencionado y visitado. No obstante, pese a perder Escalante el servicio suburbano; el ferrocarril ideó en los domingos un viaje especial. El mismo tuvo el carácter de recreo y trató de mantener turismo en diferentes puntos de la línea. El ferrobús partía el domingo a las 6:00 de Comodoro, arribaba a Km 96 8:17 como parada opcional, y finalizaba en Sarmiento a las 10:00 horas. En el mismo día, se emprendía el regreso desde Sarmiento a partir de las 17:30. Esto daba lugar que los visitantes permanecieran buena parte del día disfrutando en los diferentes destinos seleccionados. El regreso a Km 96 era a las 19:27, pudiendo disfrutar de toda una jornada en esta estación como en otros puntos del ferrocarril. Asimismo, el viaje del domingo, llamativamente, arrojó que la única estación que tuvo parada obligatoria de los servicios ferroviarios de pasajero en el tendido desde Diadema a Sarmiento, fue Cañadón Lagarto. En los otros 3 viajes: lunes, viernes y uno sin especificar por ser diario o condicional quizás; el ferrobús siguió considerando esta estación como parada optativa en todos sus servicios.
Además, el itinerario mostró que el servicio de pasajero y cargas empeoran levemente los tiempos. Al ferrobús le tomaba alcanzar este punto 2:17 minutos y distando a 12 minutos de la vecina estación Holdich y 19 minutos de estación Cañadón Lagarto. Por último, el itinerario mostró que la situación de poca relevancia de la estación empeoró más que los años anteriores mostrándola clausurada o reducida a apeadero.

### Registro de boletos
Una extensa colección de boletos no arroja boletos emitidos para esta estación. Se debía pagar para llegar a esta aquí boleto hasta Holdich, sección más próxima de cobro del tarifario 1938-1946. La ausencia de este punto en la colección quizás se deba a la simple ausencia o que solo se emitía boletos para esta sección de cobro.